# Jigme Tenpe Wangchug
| Tibetische Bezeichnung                                  |
| ------------------------------------------------------- |
| Tibetische Schrift: འཇིགས་མེད་བསྟན་པའི་དབང་ཕྱུག               |
| Wylie-Transliteration: 'jigs med bstan pa’i dbang phyug |

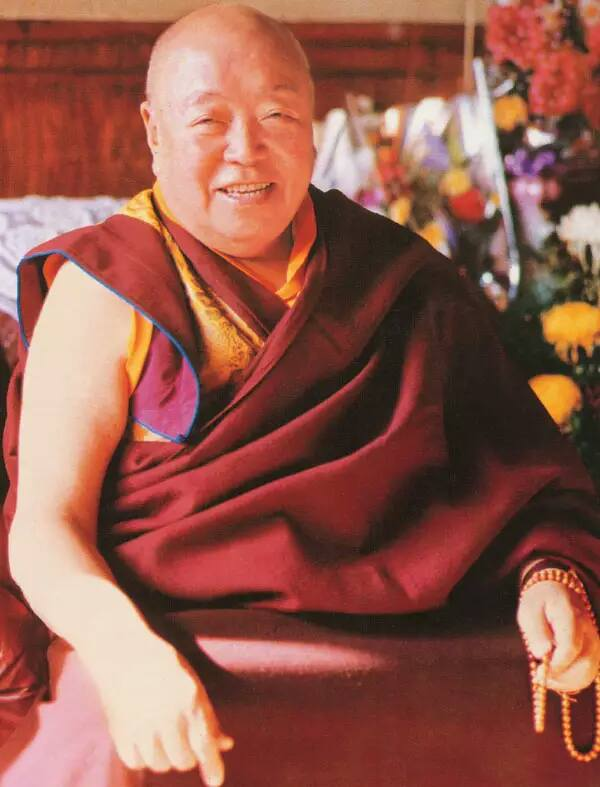
Jigme Tenpe Wangchug

Gungthang Tshang Jigme Tenpe Wangchug  (tib.  'jigs med bstan pa'i dbang phyug; geb. 1926; gest. 2000) war der 6. Gungthang Rinpoche.
Er war stellvertretender Vorsitzender der Chinesischen Buddhistischen Gesellschaft.